# Dicranella consimilis
Dicranella consimilis là một loài Rêu trong họ Dicranaceae. Loài này được (Hampe) Mitt. mô tả khoa học đầu tiên năm 1869.